# Magic Roundabout

Karta över trafikflödet för Swindon Magic Roundabout.

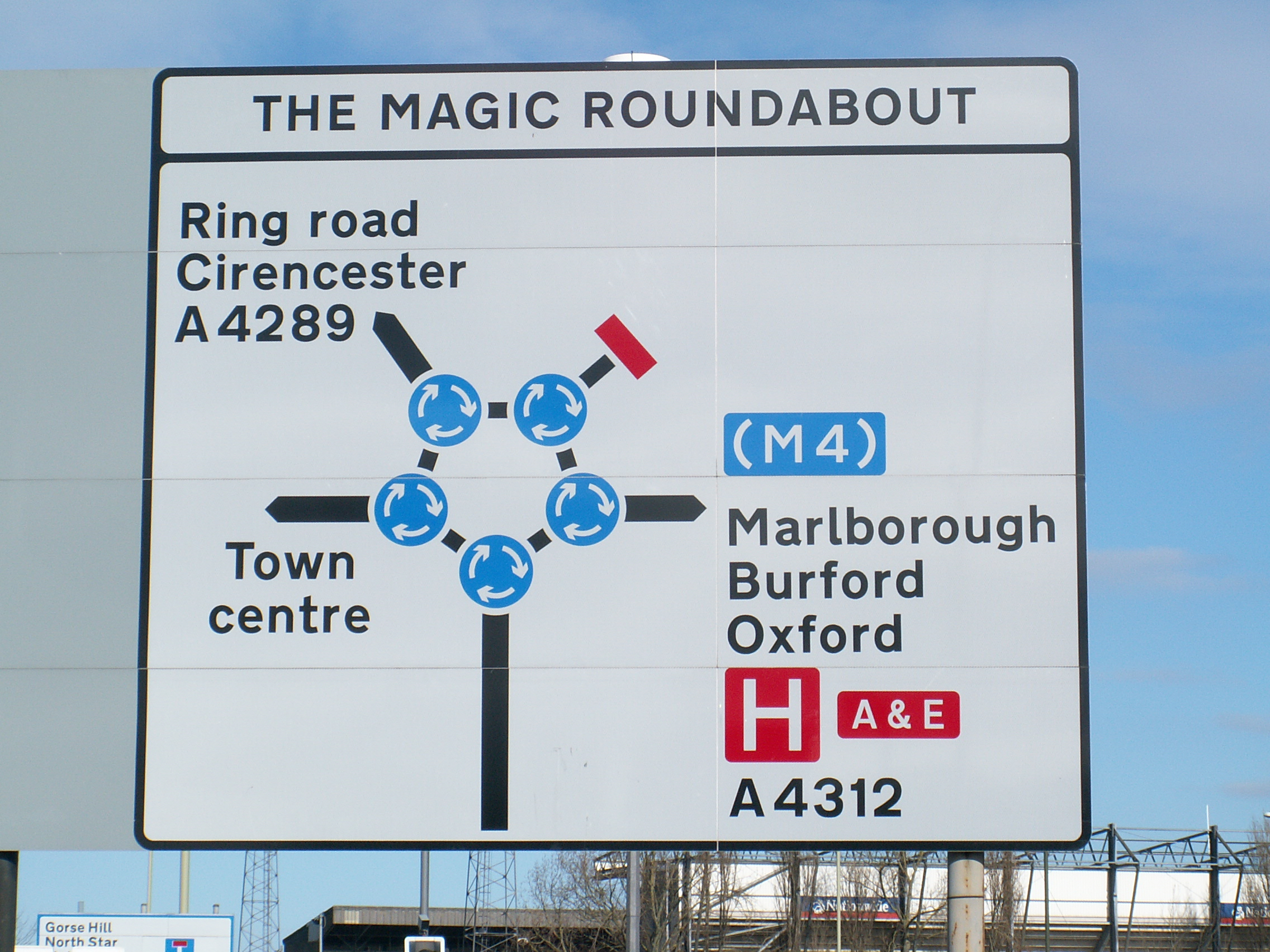
Vägskylt vid Magic Roundabout i Swindon.

Magic Roundabout, Magiska rondellen, är benämningen på ett antal större cirkulationsplatser i Storbritannien. En Magic Roundabout består av stor cirkulationsplats som omges av ett antal mindre cirkulationsplatser. 
Dessa cirkulationsplatser uppstod i början av 1970-talet som ett trafikexperiment i Swindon och syftet var att uppnå ett jämnare trafikflöde i korsningar där fler än fyra vägar möts. En förare som är van vid rondelltypen kan göra en ganska smidig högersväng rakt genom korsningen medan en ovan förare som ska svänga till höger får hålla sig till vänsterkanten. (Högersvängar är de besvärligare svängarna i vänstertrafik.)
Komplexiteten och det faktum att man i den inre rondellen kör motsols (i strid mot vänstertrafik) gjorde att många trafikanter till en början var skeptiska, men efter några år visade det sig att det inte inträffade fler olyckor än i rondeller av konventionell typ med jämförbart trafikflöde.
Magic Roundabout i Swindon står idag kvar och fungerar som det var tänkt. Namnet kommer från det brittiska barnprogrammet The Magic Roundabout (1965-1977) och är platsens och utformningens officiella namn sedan 1990-talet. Idag är det något av en turistattraktion i staden, som har kallats Rondellernas Huvudstad på grund av de många cirkulationsplatserna av olika typ som genom åren har uppförts där. Konceptet finns på flera ställen i Storbritannien, men har aldrig riktigt slagit igenom i övriga Europa. Ett annat sätt att lösa korsningar med fler än fyra vägar som är betydligt mer vanligt i Storbritannien är att kombinera större cirkulationsplatser med trafikljus.
Den 1 april 2008 skrev Östgöta Correspondenten att en sådan rondell skulle byggas i Linköping, vilket dock var ett aprilskämt.

## Förekomst
- Colchester
- Hemel Hempstead
- Swindon
- London-Heathrow